# 行政機関が行う政策の評価に関する法律
行政機関が行う政策の評価に関する法律（ぎょうせいきかんがおこなうせいさくのひょうかにかんするほうりつ、平成13年6月29日法律第86号）は、行政機関が行う政策の評価に関する基本的事項等を定めることにより、政策の評価の客観的かつ厳格な実施を推進しその結果の政策への適切な反映を図るとともに、政策の評価に関する情報を公表し、もって効果的かつ効率的な行政の推進に資するとともに、政府の有するその諸活動について国民に説明する責務が全うされるようにすることに関する法律である。
2001年（平成13年）に制定された。

## 構成
- 第一章 総則（第1条 - 第4条）
- 第二章 政策評価に関する基本方針（第5条）
- 第三章 行政機関が行う政策評価（第6条 - 第11条）
- 第四章 総務省が行う政策の評価（第12条 - 第18条）
- 第五章 雑則（第19条 - 第22条）
- 附則